# Daniel M. Lewin
Daniel "Danny" Mark Lewin (14. maj 1970 – 11. september 2001) var en amerikansk matematiker og iværksætter, bedst kendt som medstifter af internetselskabet Akamai Technologies. 
Lewin blev dræbt om bord på American Airlines' flynummer 11 under terrorangrebet den 11. september 2001, tilsyneladende i begyndelsen af forløbet ved kapringen af flyet. Det menes, at han kan være blevet dræbt af flykapreren Satam al-Suqami, efter at han forsøgte at forpurre kapringen.
Man mener, at han sad på businessclass, sæde 9B, tæt på flykaprerne Mohammed Atta og Satam al-Suqami. Det blev først antaget, at han var blevet skudt af al-Suqami, men senere blev det fastslået at han blev stukket ned.